# Centrum-Sušak

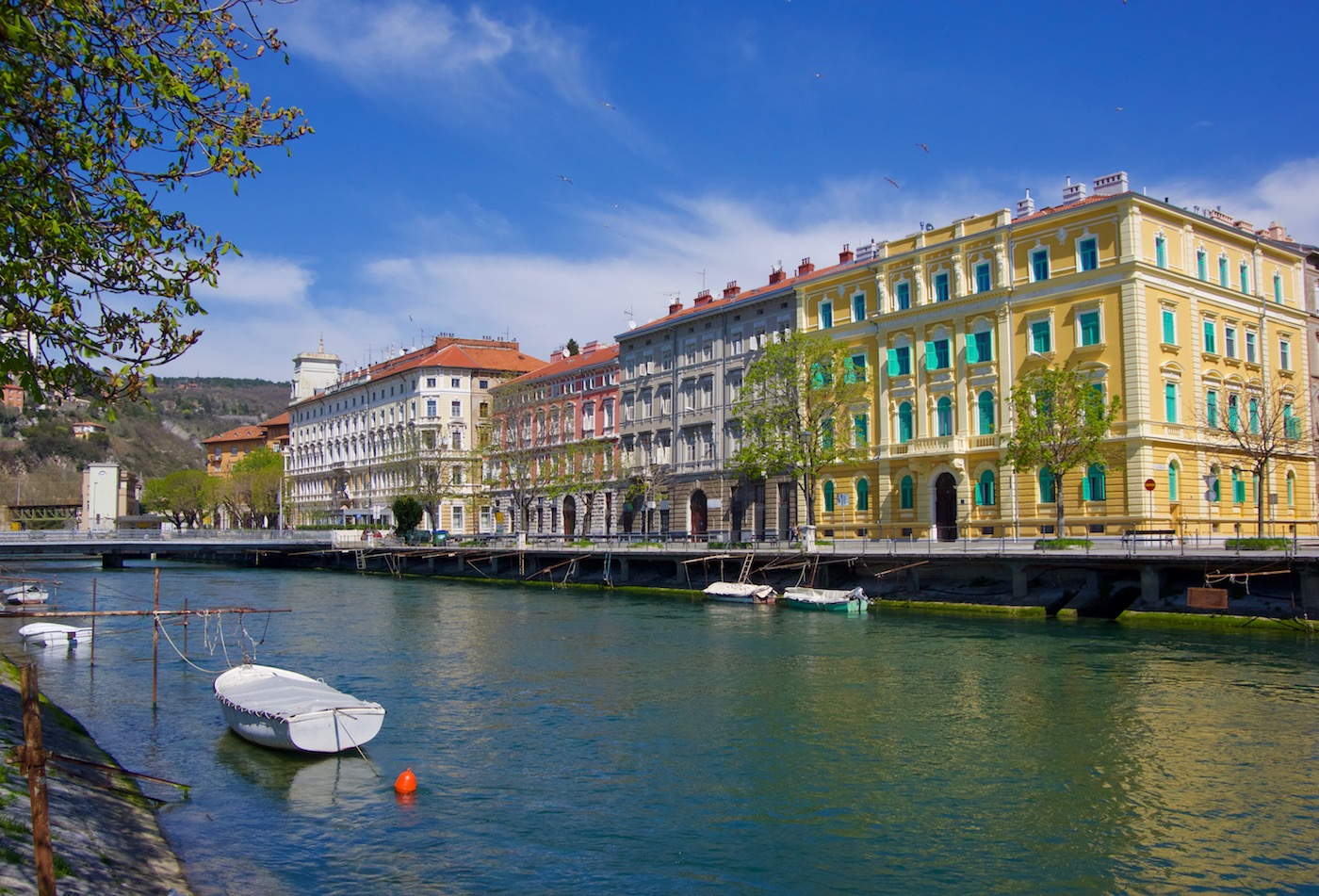
Ustí řeky Rječiny do moře v lokalitě Centar-Sušak.

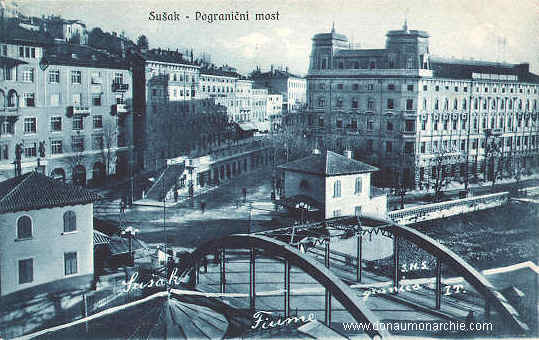
Pohled z mostu Školjić na původní hranici.

Centrum-Sušak (chorvatsky Centar-Sušak) je místní část chorvatského města Rijeka. Vznikla z původně samostatné obce a přístavu Sušak, která ležela těsně vedle Rijeky, na druhém břehu řeky Rječina při jejím ústí do moře. V souvislosti s rozvojem jednoho z největších chorvatských měst byla Rijekou pohlcena.
Sušak se rozvíjel od 19. století v souvislosti s industrializací Rijeky. Stejně jako ona byl součástí Rakousko-Uherska. Přes Sušak byla postavena železniční trať, která hlavní přístav Zalitavska spojovala se Záhřebem. Vzniklo zde i nádraží, které slouží dodnes. Velká část Sušaku v deltě řeky Rječiny vznikla zasypáním mělkého moře. Proces je dobře patrný např. v mapách třetího vojenského mapování z konce 19. století. Původní břeh se nacházel v prostoru dnešní ulice Strossmayerovy.
Sušak se po první světové válce připojil ke Království SHS, zatímco Rijeka byla svobodným státem, resp. později součástí Itálie. Díky tomu zde vznikl hraniční přechod a byla zde i čilá obchodní výměna. V roce 1945 byl Sušak připojen k Jugoslávii. V roce 1948 se stal součástí města Rijeky.